# Malarnia (scena)
Scena Malarnia – scena gdańskiego Teatru Wybrzeże, przy ulicy Teatralnej na Głównym Mieście.

## Spektakle na Scenie Malarnia
- Audiotele
- Bracia Grimm (w ramach Festiwalu Szekspirowskiego)
- Trzy Siostry (w ramach Festiwalu Szekspirowskiego)
- From Poland with Love, Gombrowicz-Korsunovas
- Helmucik
- Intymne lęki
- Kiedy przyjdą podpalić dom, to się nie zdziw
- Kobieton (recital Anny Kociarz)
- Mieszczanie
- Monachomachia
- Nasze miasto
- Niekabaret
- Postacie z Szekspira
- Preparaty
- Sprawa miasta Ellmitt
- Wałęsa - Historia wesoła, a ogromnie przez to smutna
- Wyznania łgarza
- Zwyczajne szaleństwa.

## Aktualny repertuar
- Przed odejściem w stan spoczynku (Thomasa Bernharda)
- Tlen (Iwana Wyrypajewa)